# Infekt – Wie sieht das Ende der Welt aus
Infekt – Wie sieht das Ende der Welt aus, auch Infekt, ist ein deutscher Amateurfilm mit Horror- und Splatter-Elementen des Regisseurs Michael Effenberger aus dem Jahr 2008. Der Zombiefilm um eine fortschreitende Bedrohung durch Untote ist Effenbergers erster abendfüllender Spielfilm.
Die Produktion erschien am 5. November 2008 auf DVD.

## Handlung
In Deutschland grassiert ein unbekannter Grippe-Erreger, der ganze Bevölkerungsteile dahinrafft. Das Virus entwickelt sich schließlich zur globalen Seuche; Chaos, Unheil und Verderben gehen damit einher. Die Infizierten mutieren nach ihrem Ableben zu instinktgetriebenen Zombies, die nach Menschenfleisch gieren und den Lebenden nachstellen.
Eine vierköpfige, bunt zusammengewürfelte Gruppe Überlebender marschiert durch die ländliche Provinz zu einem Ort namens „Zitadelle“, einer vermeintlichen Anlaufstelle für alle Nichtinfizierten der Gegend. Das Quartett folgt dabei Koordinaten einer Radiomeldung. Unterwegs werden sie mehrmals von lebenden Toten angegriffen. Dabei wird der sportliche Ben von einer blutgierigen Kreatur gebissen und infiziert. Bereits kurze Zeit später beginnt dessen körperlicher Verfall, der schließlich mit Bens Tod endet. Als Wiedergänger wird dieser dann von dem verbliebenen Trio um Timo, Samson und Sabrina getötet.
Letztlich erreichen die Drei den vermeintlichen Zufluchtsort, der sich im weiteren Verlauf der Handlung als heruntergekommene Nervenheilanstalt darstellt. Die zwielichtige Elena, eine Patientin der Klinik, nimmt die ahnungslosen Besucher in Empfang. Sogleich ereignen sich skurrile Dinge. Den Gästen wird klar, dass Elena sie in eine Falle gelockt haben muss, um ihren debilen, mit Ketten an der Wand gefesselten Bruder mit Nahrung zu versorgen – einen Kannibalen. Kampfhandlungen folgen. Elena wird überwältigt und getötet. Zeitlich versetzt reißt sich der Menschenfresser los und eröffnet die Jagd auf die Überlebenden. Das Durcheinander nutzen Timo und Sabrina am Ende zur Flucht, während der verletzte Samson sich einen Zweikampf mit Elenas Bruder liefert.

## Kritiken
Das Lexikon des internationalen Films schrieb, die Produktion sei ein „äußerst billiger Horrorfilm ohne handwerkliches Geschick und Gespür für Effekte.“